# 프랭크 치에수린
프랭크 치저린(Frank Chiesurin, 1973년 11월 26일 ~ )은 캐나다의 배우이다.
몬트리올에서 태어났다.

## 출연 작품
- 어 머더 오브 이노센스 (2018년)
- 아담스 테스터먼트 (2017년)
- 사일런트 가든 (2013년)
- 프라이즈 위너 (2005년)
- 까칠한 그녀의 달콤한 연애비법 (2005, Cake) - 채드 역
- 라이 위드 미 (2005년) - 조엘 역
- 레지던트 이블 2 (2004년)
- 증인 보호 (2002년)